# Juan Manuel Silva Camarena
Juan Manuel Silva Camarena (Ciudad de México, 6 de noviembre de 1945) es un catedrático y filósofo mexicano.

## Biografía
Juan Manuel Silva Camarena nació en la Ciudad de México el 6 de noviembre de 1945, es el hijo menor de Heladio Silva Chávez (1887-1963), oriundo de Tancítaro, Michoacán, fabricante de dulces, chocolates y crema mexicana (rompope) y admirador de El Duque Job, y de Refugio Camarena Padilla (1913-2000), nacida en Ciudad Guzmán, Jalisco, lectora incansable de poetas mexicanos Manuel Acuña, Juan de Dios Peza y Manuel M. Flores, y novelistas como Conan Doyle, Agatha Christie y Georges Simenon). Doña Refugio, hija de un panadero de prestigio, educó a sus cuatro hijos recitándoles poemas y lanzándoles oportunamente dichos y proverbios.
El joven Juan Manuel leyó a Freud y Schopenhauer antes de cumplir quince años, y mientras estudiaba la secundaria leía los capítulos que el diario El fígaro iba publicando cada semana de las Memorias de José Vasconcelos, amigo de su tío José Silva, profesor de la Facultad de Derecho de la Universidad Nacional Autónoma de México (UNAM).
Cuando cursaba el bachillerato iba a la Facultad de Filosofía y Letras para tomar alguna clase de griego o latín, que complementaban las clases a las que acudía obligatoriamente por estar inscrito en el área de humanidades en la Preparatoria número 4. En este plantel conoció personalmente al escritor Juan José Arreola, cuando en una conferencia explicó la aventura de su peculiar formación como escritor, y al mismo tiempo que despertó en él una admiración por su formación autodidacta comprendió que no podría estudiar filosofía por su cuenta y que tendría que buscar una guía, un maestro.
Cuando cursaba el tercer año de la preparatoria, publicó su primer artículo sobre el tema de la vocación en un periódico estudiantil: La Fragua universitaria. Y en 1969, después de haber vivido la impactante experiencia del 68, recibió una carta de la UNAM en la que se le comunicaba que había sido aceptado como alumno en la carrera de filosofía.
En 1973, mediante un concurso de oposición, se incorporó como profesor ayudante del curso de Ontología de Juan Garzón en la Facultad de Filosofía y Letras de la UNAM, y consiguió también una plaza como profesor de la asignatura de “Ética y conocimiento del hombre” en el recién fundado Colegio de Ciencias y Humanidades, en donde comenzó a enseñar su incipiente pensamiento en torno a la naturaleza humana, tema central de sus preocupaciones filosóficas.
En 1971 contrajo matrimonio con Rosario Grimaldi. Su viaje de boda fue también una oportunidad para intentar hallar su guía filosófica en alguno de los reconocidos pensadores europeos. En París buscó sin éxito a Jean-Paul Sartre, y con éxito encontró a Gabriel Marcel. Por fin pudo mirar de cerca el mítico mundo de la Sorbona (en esos momentos con Pierre Aubenque y sus investigaciones sobre Aristóteles) y el de la nueva Universidad de Nanterre (con Paul Ricoeur y su filosofía de la voluntad, y Emmanuel Levinas y su defensa de la subjetividad en su crítica a la idea de totalidad).
De regreso a México en 1972, donde nació su hija Marianna, pudo descubrir en su dimensión justa a su maestro de metafísica Eduardo Nicol, autor de la Metafísica de la expresión (1957) y Los principios de la ciencia (1965). El eminente maestro de origen catalán, que pertenece al exilio español en México, le admitió como miembro del Seminario de Metafísica y unos años después le nombró Secretario académico del mismo, cargo que desempeñó hasta el fallecimiento del profesor Nicol en 1990.

## Formación académica y ejercicio profesional
En la UNAM Juan Manuel Silva Camarena aprendía y enseñaba: en 1977 presentó una brillante tesis sobre los medios teóricos del conocimiento filosófico que el ser humano ha utilizado para su propio autoconocimiento: Autognosis. A partir de 1978, por méritos propios y recomendación de profesores reconocidos como el propio Nicol, Ramón Xirau, Juliana González y Wonfilio Trejo, disfruta de una beca de la UNAM para realizar sus estudios de maestría y doctorado en filosofía. Su promedio en la maestría fue de 9.7, y en el doctorado, de 10. Un día que unos alumnos suyos elogiaban su modo de enseñar filosofía, les respondió inmediatamente: “Bueno. Yo sí tuve buenos maestros: Nicol, Xirau, Sánchez Vázquez, Villoro…”
En diciembre de 1981 recibió un documento oficial de la UNAM firmado por el rector Octavio Rivero que le declaraba vencedor en el concurso de oposición para hacerse cargo, con nombramiento definitivo, de la Cátedra de metafísica en el Colegio de Filosofía la Facultad de Filosofía y Letras. La otra asignatura que enseñaba regularmente en esa Facultad fue la de antropología filosófica, en donde empezó a explorar la teoría psicoanalítica como una particular teoría del hombre.
Su juvenil interés por la psicología y por Freud lo llevó, primero, a cursar como segunda carrera la licenciatura en psicología (1979), y luego, a ingresar, en 1981, a la maestría en psicoanálisis en el Centro de Investigaciones y Estudios Psicoanalíticos, que dirigían Néstor Braunstein y Frida Saal. En este mismo año redactó su investigación titulada Hacia una metafísica del inconsciente.
En 1985 (por concurso de oposición) fue contratado como profesor de tiempo completo en la Universidad Iberoamericana, y durante varios años dictó cursos y conferencias, dirigió su Seminario de Antropología Filosófica y publicó trabajos y traducciones en la Revista de Filosofía que dirigía Rubén Sanabria.
De 1992 a 1998 fue el primer rector de la Universidad del Claustro de Sor Juana, en la que pudo crear programas innovadores de licenciatura y eventos culturales de prestigio, como las Jornadas Culturales, diseñadas para acercar a los estudiantes a las voces destacadas de la cultura en México.
Mano a mano filosofía y psicoanálisis: el 23 de noviembre de 1993 el filósofo Silva Camarena y el psicoanalista José Cueli dictaron la conferencia magistral “Psicología del mexicano, hoy” (en las Primeras Jornadas Culturales. Historia e identidad. México ante su porvenir, en Universidad del Claustro de Sor Juana).
Para valorar aspectos profundos del Tratado de Libre Comercio de América del Norte se reúnen tres filósofos: uno de México, Juan Manuel Silva Camarena, uno de Canadá, Serge Robert y uno de Estados Unidos en un Seminario internacional: Seminaire de Philosophie Nord-Américaine. Les Philosophies de Québec et du Mexique. Pavillon de l’Education, UQAM. Universidad del Claustro de Sor Juana y Centro de Estudios México-Canadá (7 de marzo de 1994).
Conversación pública con Luis Villoro. Sesiones de reflexión, de la Academia Nacional de Arquitectura, presidida por el Arq. Ramírez Vázquez. 19 de julio de 1994. En este año su trabajo filosófico es mencionado en la Historia de la filosofía en México de José R. Sanabria y Mauricio Beuchot, publicada por la Universidad Iberoamericana en 1994.
En 1996 participó con Octavio Paz, Aurelio Asiain, Enrique Krauze en la mesa “Taller, Plural, Vuelta. 20 años. La otra experiencia de la palabra”, en la Universidad del Claustro de Sor Juana.
En 1999, con el apoyo de Jorge Ríos Szalay, jefe de la División de Investigación, funda y dirige la Coordinación de Formación de Investigadores, de la Facultad de Contaduría y Administración (FCA), de la UNAM. Con la colaboración de Silva Camarena Arturo Díaz Alonso, director de esta Facultad, antiguo alumno del curso de metafísica, aceleró su campaña contra el desconocimiento o la indiferencia de las cuestiones éticas en la formación de los estudiantes y en la práctica real de las disciplinas financiero administrativas en las organizaciones mexicanas.
Ha realizado vivas polémicas públicas con Arturo Díaz Alonso, Ambrosio Velasco Gómez, Serge Robert, Jesús Rodolfo Santander, Josu Landa, Hugo Rodas y otros intelectuales destacados en diversos Foros de investigación de la FCA.
Fue nombrado Presidente fundador de la Academia de Investigación y Ética de la FCA, cargo desempeñado por elección y reelección (de 2002 a 2006). En este año participó con José López Portillo, Cuauhtémoc Cárdenas, Federico Álvarez y otros intelectuales en el evento “Humanismo. De la experiencia a la reflexión”, que organizó la Universidad del Claustro de Sor Juana para festejar los 25 años del restablecimiento de las relaciones diplomáticas entre México y España” (19 de noviembre de 2002).
La Universidad del Claustro de Sor Juana otorga periódicamente la Medalla al Mérito Universitario Sor Juana Inés de la Cruz. El profesor Silva Camarena la recibió en 2006; el destacado rector de la UNAM Juan Ramón de la Fuente en 2007; el importante escritor Carlos Monsiváis en 2008; en 2009, la célebre pintora Leonora Carrington y en 2010 la reconocida periodista Carmen Aristegui. En la actualidad es profesor e investigador de la UNAM.

## Obra
- 1986 Autognosis. Esquemas fundamentales de la filosofía del hombre. México: Editora de Letras, Ideas e Imágenes. Edición facsimilar de su tesis de licenciatura en filosofía.

- 1996 Octavio paz y la filosofía. Octavio Paz. La voz y la palabra, México:Caja/libro, edición limitada. Universidad del Claustro de Sor Juana.

- 2003 Meditaciones sobre el trabajo, México: Facultad de Contaduría y Administración, Universidad Nacional Autónoma de México.

Trabajos recogidos en libros:
- 1987 El hombre, realidad vinculada. Ma. Teresa de la Garza (comp.), Filosofía social, México: Universidad Iberoamericana.

- 1990. La pregunta por el ser del hombre y la cuestión del ser. Juliana González y Lizbeth Sagols (eds.), El ser y la expresión. Homenaje a Eduardo Nicol, México: Universidad Nacional Autónoma de México.[1]

- 1991 Entre el duelo y la melancolía. Ángel Castiñeira (ed.), Eduard Nicol: Semblanza d’Un Filosof, Barcelona: Acta, Fundació per a les idees i les arts. B. 30.019-1988

- 1991 Mérits acadèmics d'Eduard Nicol. Ángel Castiñera (ed.), Eduard Nicol: Semblanza d’Un Filosof, Barcelona: Acta, Fundació per a les idees i les arts. B. 30.019-1988

- 1991 Bibliografía d'Eduard Nicol. Ángel Castiñera (ed.), Eduard Nicol: Semblanza d’Un Filosof, Barcelona: Acta, Fundació per a les idees i les arts. B. 30.019-1988

- 1992 La identidad como forma peculiar de ser. III Coloquio Paul Kirchhoff, México: Instituto de Investigaciones Antropológicas, Universidad Nacional Autónoma de México.[2]

- 1993 ¿Ser (¿consciente o inconsciente?) y tiempo? Néstor Braunstein (ed.), El tiempo, el psicoanálisis y los tiempos, México: Libros de la Fundación.

- 1994 Saber para valorar, valorar para elegir. Carmen Beatriz López Portillo, Arturo Romano y Juan Manuel Silva Camarena, Universidad del Claustro de Sor Juana, México: Ediciones de la Universidad del Claustro de Sor Juana, México.

- 1995 El acto de comer: una experiencia verbal. J. M. S. C. Fenomenología de la actividad gastronómica, Selección de textos, nota preliminar y bibliografía, México: Ediciones de la Universidad del Claustro de Sor Juana.

- 1995 En el camino de la interrogación. Las exploraciones de Heidegger y Sartre. Jean-Paul Sartre. Filosofía y literatura. Un compromiso crítico e intelectual. Barcelona: Revista Anthropos.[3]

- 1995 Los sueños, ¿sueños son? Sara Poot (ed.), Sor Juana y su mundo. Una mirada actual. México: Instituto de Investigaciones de la Cultura, Universidad del Claustro de Sor Juana, Gobierno del Estado Libre y Soberano de Puebla, Fondo de Cultura Económica.[4]

- 1998 La vida no es fácil. Juliana González, Bernat Castani y Antoni Mora, Eduardo Nicol. La filosofía como razón simbólica, Barcelona, Anthropos.[5]

- 1999 Disciplina e indisciplina en el quehacer científico. El falso principio de la interdisciplinariedad. Disciplina e indisciplina en la Universidad interdisciplinaria, México: Centro de Estudios de la Universidad, Universidad Autónoma del Estado de México, Toluca.[6]

- 2005 ¿Quién es Sor Juana? Los vértigos del autoconocimiento. Sandra Lorenzano (ed.), Sor Juana y su Mundo. Memorias del congreso internacional, México: Fondo de Cultura Económica y Universidad del Claustro de Sor Juana.[7]

- 2005 Dos sueños y una pesadilla. La modernidad y el saber en Descartes y Sor Juana. Aproximaciones a Sor Juana, México: Fondo de Cultura Económica y Universidad del Claustro de Sor Juana.[8]

- 2006 La universidad y sus enemigos en nuestro tiempo. Sergio González López y Laura Leticia Heras Gómez (comps.) La universidad, entre lo presencial y lo virtual, México: Universidad Autónoma del Estado de México, Toluca.[9]

- 2007 Filosofía del exilio. Sandra Lorenzano (coordinadora), Qué delgado junco… México y la guerra civil española, México: Colección voces, Universidad del Claustro de Sor Juana.[10]

- 2009 La lucha contra los malentendidos. Ricardo Guerra Tejada y Adriana Yáñez Vilalta (coordinadores), Martín Heidegger. Caminos, México: Centro Regional de Investigaciones Multidiciplinarias / Facultad de Filosofía y Letras, Universidad Nacional Autónoma de México, Centro de Investigación y Docencia en Humanidades del Estado de Morelos.[11]

- 2009 Atrevimientos. Diálogos filosóficos. Homenaje a Juliana Goinzález, Presentación de José Narro Robles, Introducción de Ambrosio Velazco, México: Facultad de Filosofía y Letras, Universidad Nacional Autónoma de México.[12]

- 2009 La filosofía como deber moral. La herencia filosófica de Eduardo Nicol. Ricardo Horneffer (coordinador), Eduardo Nicol (1907-1990). Homenaje, Presentación del coordinador, Palabras de Alicia Nicol, México: Facultad de Filosofía y Letras, Universidad Nacional Autónoma de México.[13]

- 2009 La técnica da que pensar. Ángel Xolocotzi y Célida Godina (coordinadores), La técnica, ¿orden o desmesura?. Reflexiones desde la fenomenología y la hermenéutica, México: Los libros de Homero, Benemérita Universidad Autónoma de Puebla.[14]

- 2010 ¿Humanismo o mercantilismo? Claudia Liliana Padrón Martínez (Coordinadora), Ensayos sobre problemas de ética en las organizaciones, Presentación de la coordinadora, México: Facultad de Contaduría y Administración, Universidad Nacional Autónoma de México.[15]

## Televisión
Participación frecuente en la serie para TV Educativa “Ética de los negocios”, dirigida por Arturo Díaz Alonso, Mirador Universitario, Coordinadora de Universidad Abierta y Universidad a Distancia, Universidad Nacional Autónoma de México. 2004-2005.

## Asociaciones y Congresos
Miembro de la Asociación Filosófica de México y de la Metaphysical Society of America. En 1994 fue convocado por el presidente de la Sociedad Mexicana de Filosofía para elaborar un discurso de ingreso (centrado en la figura de Gabriel Marcel) a esta asociación fundada en 1953, entre otros, por José Vasconcelos y Eduardo Nicol. Autor de numerosas ponencias y conferencias en reuniones académicas nacionales e internacionales. Miembro del consejo de redacción de La Revista de Filosofía de la Universidad Iberoamericana. Miembro del Comité científico de la revista de filosofía la Lámpara de Diógenes de la Benemérita Universidad Autónoma del estado de Puebla.

## Entrevistas
- “Sor Juana en su Claustro”, Diana Cázares, Mira, México, 6, 280, 31 de julio de 1995.
- “Nicol, un maestro ejemplar…”, Cynthia Uribe, Gaceta UNAM, 25 de mayo de 2000.

### Algunos Ensayos
- Decir la muerte. Revista de filosofía: la lámpara de Diógenes Archivado el 30 de septiembre de 2011 en Wayback Machine.[19]

Por Juan Manuel Silva Camarena
- Que la verdad cuesta Revista de filosofía: La lámpara de Diógenes Archivado el 9 de agosto de 2011 en Wayback Machine.

Por Juan Manuel Silva Camarena
- Sobre la administración Comentarios a un texto de Bunge][21]

Por Juan Manuel Silva Camarena
- ¿Qué es eso de ética profesional?[22]

Por Juan Manuel Silva Camarena
- Leer a Rousseau. ¿Las cadenas de la libertad? Archivado el 30 de septiembre de 2011 en Wayback Machine.[23]

Por Juan Manuel Silva Camarena
- Varios textos en la Revista Contaduría y administración[18]

Por Juan Manuel Silva Camarena
- Humanismo técnica y tecnología[24]

Por Juan Manuel Silva Camarena
- El exilio de las cosas. Mercancía y mercantilismo[25]

Por Juan Manuel Silva Camarena
- La ciencia: un asunto de palabras[26]

Por Juan Manuel Silva Camarena